# Neukünkendorf
Neukünkendorf ist ein Ortsteil der Stadt Angermünde im Landkreis Uckermark im Nordosten des Landes Brandenburg. Neukünkendorf wurde am 26. Oktober 2003 eingemeindet, vorher war der Ort eine eigenständige Gemeinde.

## Lage
Das Straßenangerdorf Neukünkendorf liegt südöstlich von Angermünde in einer seenreichen Endmoränenlandschaft im Süden der Uckermark. Auch die Gemarkung Neukünkendorfs ist von mehreren Seen geprägt, in unmittelbarer Nähe des Ortes liegen der Haussee und der Schleisee, im Norden der Gemarkung kommen der Röthsee und der Kleine Bladdersee hinzu. Neukünkendorf grenzt im Norden an Dobberzin, im Nordosten an Crussow, im Osten Gellmersdorf, im Südosten an den Ortsteil Parstein der Gemeinde Parsteinsee, im Südwesten an Bölkendorf sowie im Westen an Herzsprung. Der Ort liegt auf einer Höhe von etwa 67 m ü. NHN, die höchste Erhebung auf der Gemarkung ist der westlich des Ortes gelegene Gottesberg mit einer Höhe von 104,5 m ü. NHN.
Zum Ortsteil Neukünkendorf gehören neben dem Hauptort noch die Wohnplätze Ausbau, Lindenhof und Wilhelmsfelde. Neukünkendorf liegt an der Bundesstraße 158, die als Ortsumgehung östlich und nördlich am Ort vorbei führt. Nördlich von Neukünkendorf zweigt die Kreisstraße 7301 ab.

## Geschichte
Erstmals urkundlich erwähnt wurde Neukünkendorf im Jahr 1375 im Landbuch der Mark Brandenburg als Künekendorf magna (Groß Künkendorf), wobei der Namenszusatz der Unterscheidung zu Altkünkendorf westlich von Angermünde dient. 1527 wurde der Ort Noua Künnigkendorff bezeichnet. Reinhard E. Fischer leitet den Ortsnamen von dem deutschen Personennamen Könike, eine Kurzform von Konrad ab. Gegründet wurde Neukünkendorf vermutlich bereits zu Beginn des 13. Jahrhunderts, um 1280 wurde mit dem Bau der Dorfkirche begonnen. Im Jahr 1448 verkaufte der damalige Ortsbesitzer Buch von Stolpe den Ort an die Stadt Angermünde, die Neukünkendorf zu einem Kämmereidorf machte.

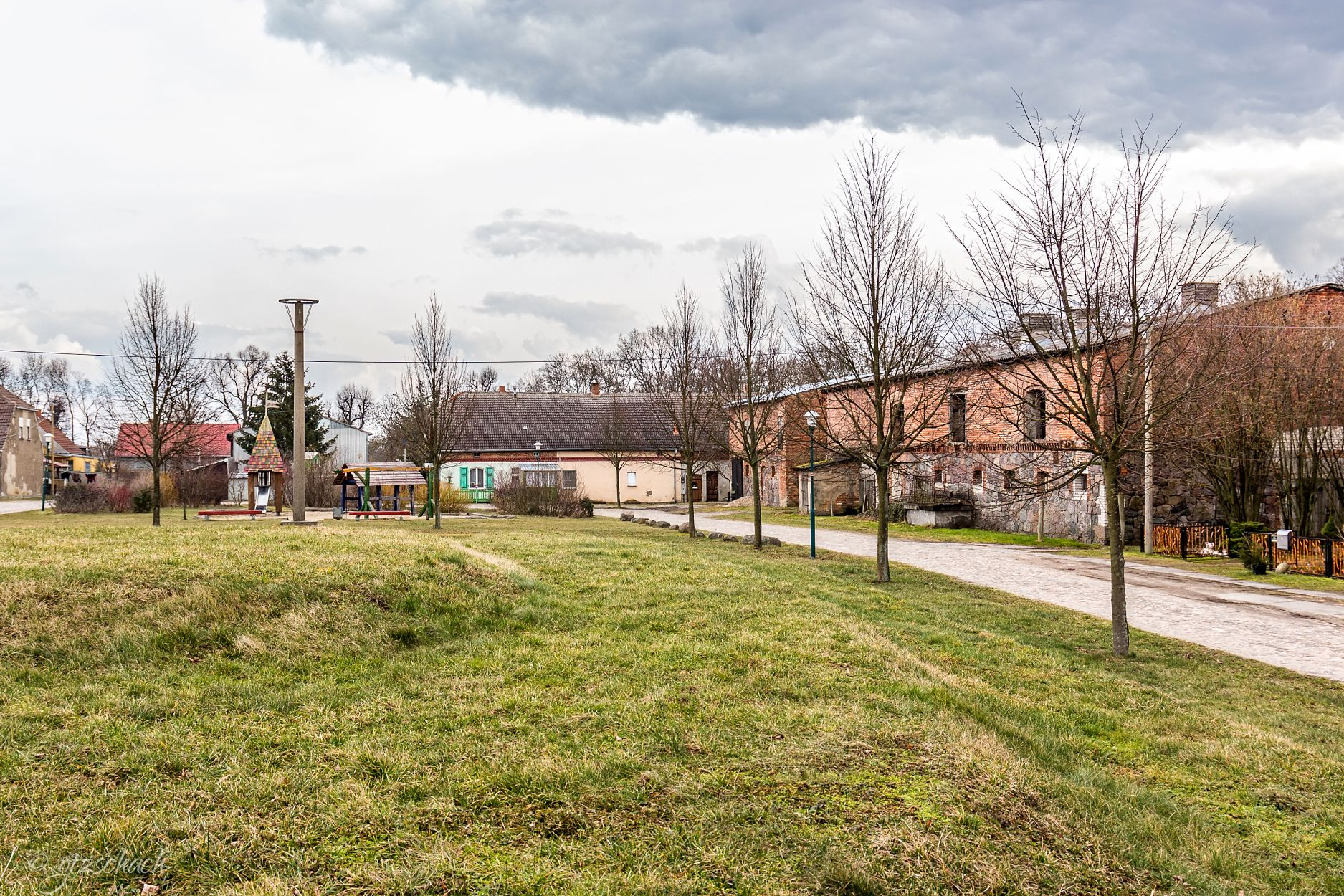
Dorfplatz Lindenhof

Im Jahr 1622 ließ die Stadt Angermünde drei unbewirtschaftet Bauernhöfe zu einem Vorwerk zusammenlegen, aus dem später das Rittergut Lindenhof entstand. Während des Dreißigjährigen Krieges wurde Neukünkendorf von schwedischen Truppen überfallen, dabei brannte der Ort mit dem dazu gehörigen Vorwerk vollständig ab und lag fortan wüst. Um 1685 ließ der brandenburgische Markgraf Friedrich Wilhelm in Neukünkendorf Hugenotten ansiedeln, woraufhin mit dem Wiederaufbau Neukünkendorfs begonnen wurde. Im Jahr 1839 wurden mehrere Bauerngüter nördlich von Neukünkendorf zu dem Vorwerk Wilhelmsfelde zusammengefasst. 1848 erhielt Neukünkendorf ein neues Schulhaus, im Jahr 1877 wurde der Bahnhof Neukünkendorf an der Bahnstrecke Angermünde–Bad Freienwalde in Betrieb genommen. Bereits seit 1874 bildete Neukünkendorf einen Amtsbezirk, zu dem neben Neukünkendorf noch die Gemeinden Dobberzin, Herzsprung und Schmargendorf gehörten. Vor 1930 bestanden am Ort mehrere größere landwirtschaftliche Betriebe, das 255 ha Rittergut des Emil Sack, das Gut 126 ha Gut des Wilhelm Aue, das196 ha Gut des Rittmeisters d. R. a. D. Richard Franz, das 151 ha Rustikalgut der Bertha Schüler sowie Gut Nr. 27 von H. Sellin, 57 ha.
Nach dem Ende des Zweiten Weltkrieges kam es in der sowjetischen Besatzungszone zu einer Bodenreform, bei der die Neukünkendorfer Gutsbesitzer enteignet und das Land auf die umliegenden Bauerngüter aufgeteilt wurde. 1952 schlossen sich die Bauern des Ortes in einer Landwirtschaftliche Produktionsgenossenschaft zusammen. Ab 1983 gab es in Neukünkendorf eine Kindertagesstätte in der früheren Dorfschule. Nach der Wende wurde das Ortsbild umgestaltet, der Sportplatz wurde rekonstruiert und die Dorfstraßen wurden erneuert.
Bis 1952 gehörte Neukünkendorf zum Landkreis Angermünde in der preußischen Provinz Brandenburg. Nach der DDR-Kreisreform gehörte die Gemeinde zum Kreis Angermünde im Bezirk Frankfurt (Oder). Nach der Wende und der brandenburgischen Kreisreform 1993 kam die Gemeinde in den Landkreis Uckermark und gehörte dort dem Amt Angermünde-Land an, bis Neukünkendorf am 26. Oktober 2003 nach Angermünde eingemeindet wurde.

## Sehenswürdigkeiten

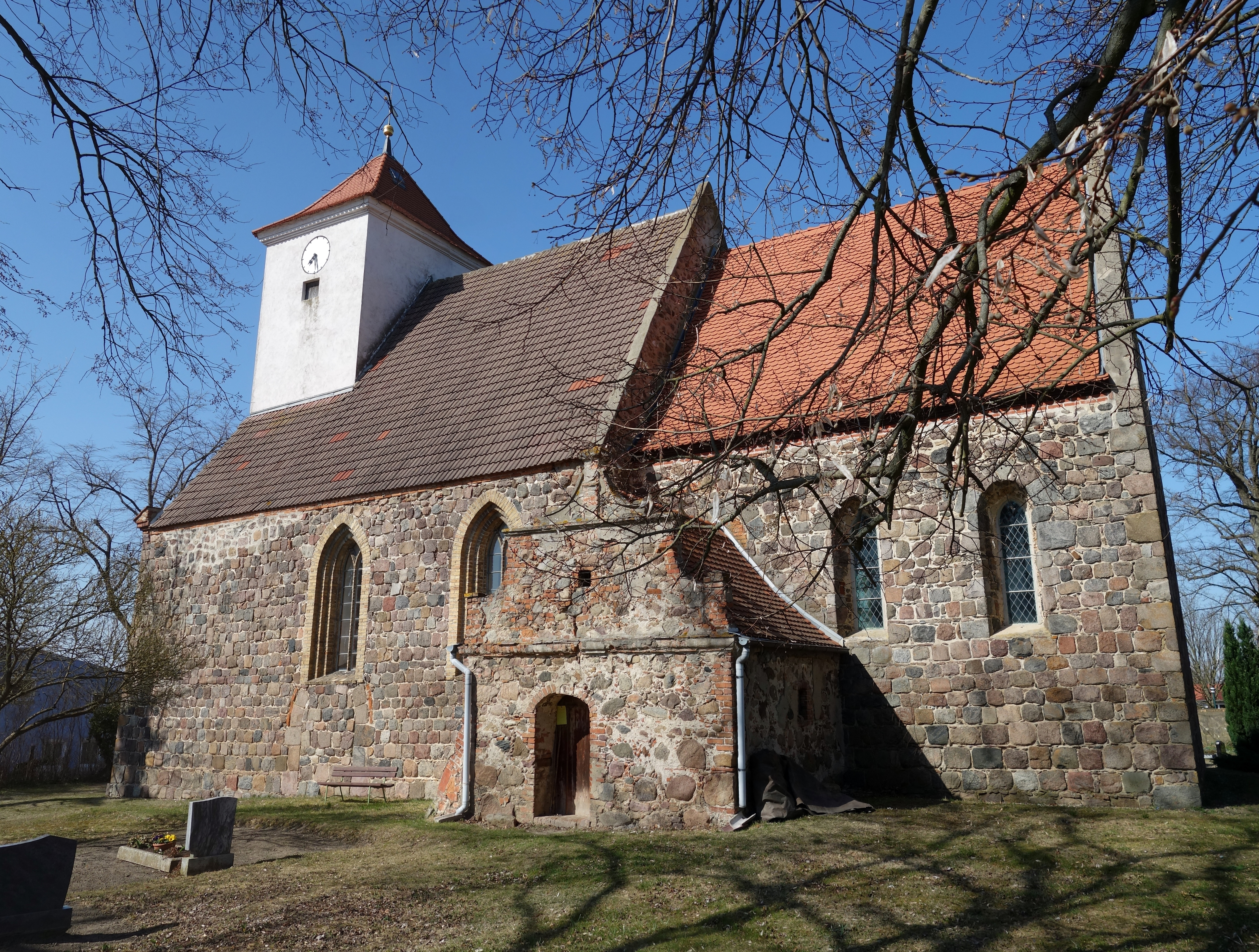
Dorfkirche Neukünkendorf

- Die evangelische Dorfkirche Neukünkendorf wurde zwischen 1280 und 1290 errichtet. Das Gebäude ist ein rechteckiger Saalbau aus Feldstein mit eingezogenem Rechteckchor. Die Kirche wurde im Jahr 1643 bei Kampfhandlungen während des Dreißigjährigen Krieges zerstört und im Zuge der Wiedererrichtung Neukünkendorfs Mitte des 1680er-Jahre wieder aufgebaut. Ursprünglich hatte die Neukünkendorfer Kirche keinen Turm, dieser wurde erst in der zweiten Hälfte des 18. Jahrhunderts ergänzt. Die Kirche verfügt über eine einheitliche neugotische Ausstattung aus dem 19. Jahrhundert, lediglich die Westempore wurde in den 1980er-Jahren ersetzt.[5] Im Jahr 2002 erhielt der Kirchturm eine Wetterkrone. Bis 1928 gab es in Neukünkendorf keinen Pfarrer, da der Ort bis dahin zur Kirchengemeinde Dobberzin gehörte.[6]

## Einwohnerentwicklung
| Jahr | Einwohner |
| ---- | --------- |
| 1875 | 358       |
| 1890 | 354       |
| 1925 | 526       |
| 1933 | 454       |
| 1939 | 443       |

| Jahr | Einwohner |
| ---- | --------- |
| 1946 | 623       |
| 1950 | 665       |
| 1964 | 462       |
| 1971 | 430       |
| 1981 | 315       |

| Jahr | Einwohner |
| ---- | --------- |
| 1989 | 308       |
| 1994 | 292       |
| 1998 | 344       |
| 2002 | 338       |
| 2017 | 278       |

| Jahr | Einwohner |
| ---- | --------- |
| 2020 | 262       |

Gebietsstand des jeweiligen Jahres

## Söhne und Töchter des Ortes
- Eduard Stolzenburg (1853–1924), preußischer Generalleutnant